# Majlis al Jinn
La Majlis al Jinn ou Majlis al-Jinn, en arabe مجلس الجن, « place du djinn », est une grotte d'Oman. Constituée d'une simple chambre souterraine, elle est la neuvième plus grande au monde, avec une longueur de 347 mètres pour une largeur de 245 mètres et une hauteur sous plafond de 120 mètres. Trois entrées dans le plafond permettent d'y accéder ; à son endroit le plus mince, le plafond mesure 40 mètres d'épaisseur.

## Histoire
Les entrées ont été découvertes en juin 1983 par les Américains W. Don Davison, Jr. et sa femme Cheryl S. Jones. La première descente de 118 m a eu lieu le 23 juin 1983. La grotte a été photographiée et étudiée en avril et mai 1985. Les habitants appellent "Khoshilat Maqandeli" cette grotte.

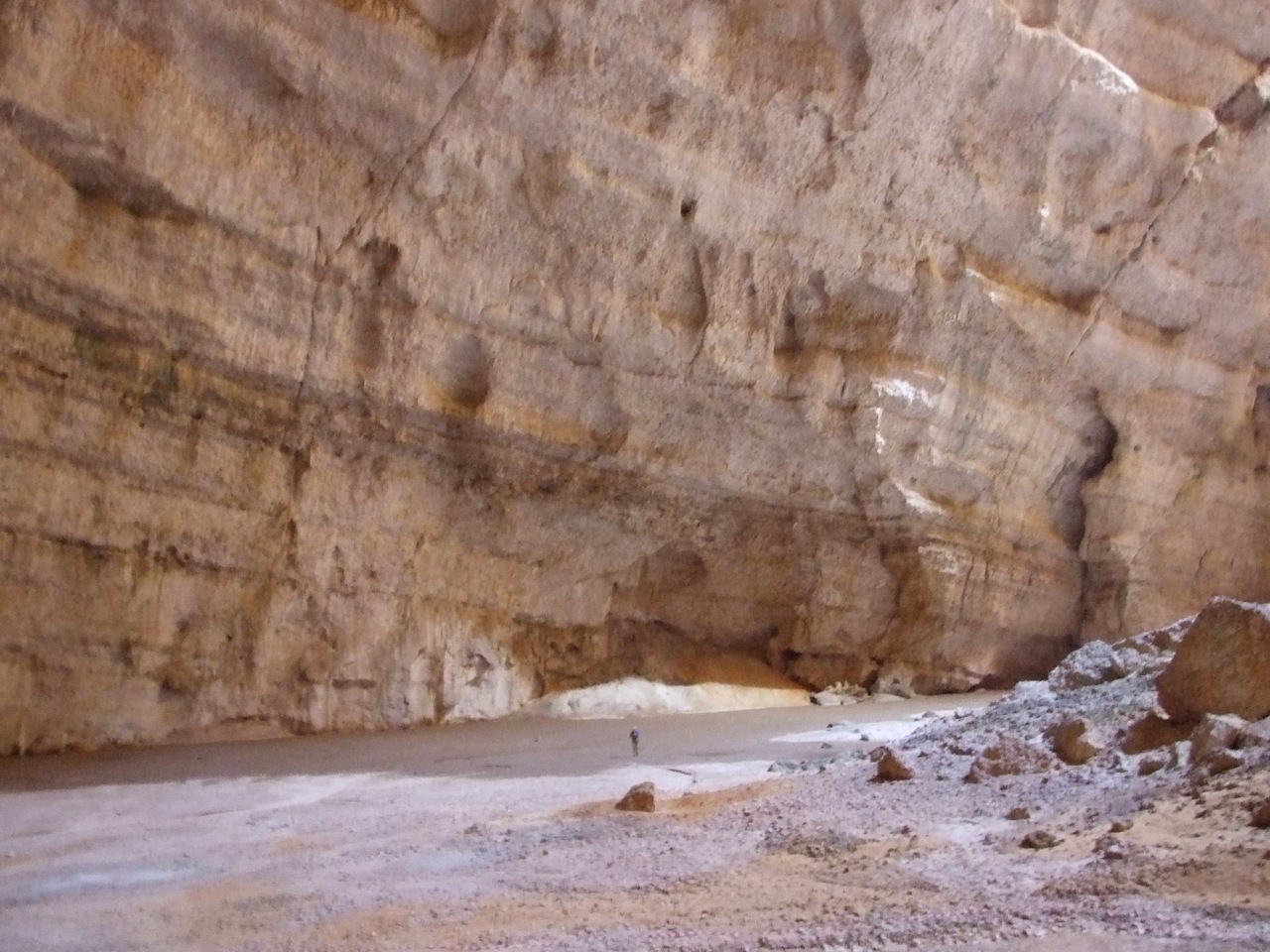
Spéléologue marchant dans la grotte.